# Shaun Goater
Leonard Shaun Goater MBE (Hamilton, 25 februari 1970) is een voormalig betaald voetballer uit Bermuda. Hij speelde doorgaans als aanvaller. Goater was ten tijde van de millenniumwisseling bepalend voor de wederopstanding van Manchester City.

## Clubcarrière

### Rotherham United
Goater kwam in 1989 voort uit de jeugd van Manchester United, maar mocht van Sir Alex Ferguson algauw andere lucht opsnuiven. Daarop begon zijn loopbaan pas echt in de lagere Engelse reeksen van de Football League bij tweedeklasser Rotherham United. In 1996 won hij hiermee de eerste trofee uit zijn loopbaan; de Football League Trophy. De finale tegen Shrewsbury Town werd met 2–1 gewonnen. Tussen 1989 en 1996 scoorde hij 70 doelpunten voor Rotherham uit 209 competitiewedstrijden.

### Bristol City
Vanaf 1996 kwam Goater uit voor tweedeklasser Bristol City, waar hij opnieuw simpel de weg naar doel bleek te vinden. In twee seizoenen bij de club miste de spits amper een wedstrijd. Hij werd ook efficiënter en scoorde ditmaal 40 doelpunten uit 75 wedstrijden.

### Manchester City
Manchester City-manager Joe Royle haalde hem in het voorjaar van 1998 naar Maine Road, waar hij een cultfiguur zou worden. De kostprijs van Goater bedroeg £ 400.000 ,- en Goater moest de club in die tijd redden van degradatie naar de derde afdeling (Football League Second Division). Dat lukte niet, hoewel Goater drie maal scoorde uit de zeven resterende wedstrijden waarin hij meespeelde. City degradeerde voor het eerst in zijn bestaan naar derde afdeling, waar men de rug rechtte.
Goater en de club promoveerden in 1998/99 terug naar de tweede afdeling (Football League First Division). Manchester City promoveerde in 2000 naar de Premier League met 29 doelpunten van Goater. In het seizoen 2000/01 moest hij door blessures vaak de positie van centrumspits afstaan aan Paulo Wanchope. Niettemin scoorde Goater elf competitiedoelpunten. In het seizoen 1998/99 scoorde hij ook al 21 doelpunten. In 2002 volgde de vooralsnog laatste promotie uit de geschiedenis van Manchester City.
Goater werd kampioen van de First Division en was bij Manchester City de eerste speler sinds Francis Lee in 1972 die meer dan dertig doelpunten in één seizoen scoorde.
In het seizoen 2002/03 kwam Goater met City uit in de Premier League. Met het aantrekken van Nicolas Anelka van Paris Saint-Germain (13 miljoen pond en destijds een inkomend transferrecord voor de club), was zijn speeltijd onder manager Kevin Keegan sterk gereduceerd. Toch scoorde hij zeven keer uit een dubbel aantal optredens. Goater was aanvoerder in de afscheidswedstrijd van City op Maine Road tegen Southampton (0–1 verlies, doelpunt Michael Svensson) op 11 mei 2003. Dit was ook de laatste wedstrijd van Goater zelf voor City. Goater speelde 212 officiële wedstrijden voor Manchester City, waaruit hij 103 maal wist te scoren.

### Latere carrière
Goater speelde in de laatste fase van zijn professionele loopbaan voor Reading, Coventry City en Southend United. Met die laatste club won hij de Football League One in 2006 en steeg naar de Football League Championship. Tussen 2007 en 2010 was Goater actief als amateur.

## Erelijst
| Competitie                     |                  |                  |                  |                  |
| Competitie                     | Aantal           | Jaren            |                  |                  |
| Rotherham United               | Rotherham United | Rotherham United | Rotherham United | Rotherham United |
| ------------------------------ | ---------------- | ---------------- | ---------------- | ---------------- |
| Football League Trophy         | 1x               | 1995/96          |                  |                  |
| Manchester City                |                  |                  |                  |                  |
| Football League First Division | 1x               | 2001/02          |                  |                  |
| Southend United                |                  |                  |                  |                  |
| League One                     | 1x               | 2005/06          |                  |                  |